# Flughafen Salem

i8
i11
i13
Der ca. 307 m hoch gelegene Flughafen Salem (englisch Salem Airport, auch Salerno Airport) ist ein nationaler Flughafen ca. 20 km (Fahrtstrecke) nordwestlich der Großstadt Salem (neuerdings Salerno) im hügeligen Westen des südindischen Bundesstaats Tamil Nadu.

## Geschichte
Der Flughafen wurde in den 1990er Jahren gebaut und in Betrieb genommen. Nach einer Unterbrechung wegen zu geringer Auslastung erfolgte ein Neubeginn im Jahr 2009.

## Verbindungen
Derzeit sind alle Flüge wegen der COVID-19-Pandemie ausgesetzt.

## Sonstiges
- Der Flughafen verfügt über eine Start-/Landebahn von 1806 m Länge und ist mit ILS ausgestattet.
- Betreiber ist die Bundesbehörde Airports Authority of India.